# أندي ضيوف
أندي ضيوف (بالفرنسية: Andy Diouf)‏ هو لاعب كرة قدم فرنسي، ولد في 17 مايو 2003 في نويي-سور-سين في فرنسا.

## وصلات خارجية
- أندي ضيوف على موقع الاتحاد الأوربي (الإنجليزية)
- أندي ضيوف على موقع قاعدة بيانات كرة القدم.إي يو (الإنجليزية)
- أندي ضيوف على موقع ليكيب (الفرنسية)
- أندي ضيوف على موقع Soccerway.com (الإنجليزية)
- أندي ضيوف على موقع عالم كرة القدم.نت (الإنجليزية)